# Miljonärskan
Miljonärskan (engelska: The Millionairess) är en brittisk romantisk komedi från 1960 i regi av Anthony Asquith.
Filmen är baserad på George Bernard Shaws pjäs med samma namn.

## Handling
En vacker miljonärska inser att kärlek inte kan köpas för pengar.

## Rollista i urval
- Sophia Loren - Epifania Parerga
- Peter Sellers - dr Ahmed El Kabir
- Alastair Sim - Julius Sagamore
- Vittorio De Sica - Joe
- Dennis Price - dr Adrian Bland
- Gary Raymond - Alastair
- Alfie Bass - fiskkillen
- Miriam Karlin - Maria, Joes fru
- Noel Purcell - professorn
- Diana Coupland - sköterska
- Graham Stark - butler
- Pauline Jameson - Muriel Pilkington
- Eleanor Summerfield - Mrs. Willoughby
- Willoughby Goddard - ordföranden